# بروک لین هایتس
بروک لین هایتس (به انگلیسی: Brooke Lynn Hytes) (زاده ۱۰ مارس ۱۹۸۶) زن‌پوش، رقصنده باله کانادایی است.